# Amanlı
Amanlı è un comune dell'Azerbaigian situato nel distretto di Qax. Conta una popolazione di 157 abitanti.